# Эрас-Касадо, Пабло
Па́бло Э́рас-Каса́до (исп. Pablo Heras-Casado; 21 ноября 1977, Гранада) — испанский дирижёр.

## Биография
Окончил Гранадский университет. Учился хоровому дирижированию у Гарри Кристоферса, посещал мастер-классы Кристофера Хогвуда. Помимо Испании, активно выступает на сценах мира.
Дебютировал в Карнеги-холле в июне 2008, составив программу из произведений Баха, Томаса Адеса и Эллиотта Картера. В августе того же года дебютировал в Лондоне с Национальным молодёжным оркестром Великобритании.

## Репертуар
В репертуар дирижёра входит едва ли не вся мировая музыка — инструментальная, хоровая, оперная. Среди исполнявшихся им композиторов — Томас Луис де Виктория, Палестрина, Генрих Шюц, Монтеверди, Вивальди, Глюк (Ифигения в Тавриде), Гендель (кончерти гросси, Мессия), Боккерини (Клементина), Паизиелло (Служанка-госпожа), Бах (кантаты, мотеты, Страсти по Иоанну), Гайдн (симфонии), Моцарт (Дон-Жуан, Свадьба Фигаро, Волшебная флейта, симфонии и др.), Доницетти (Любовный напиток), Бетховен, Шуберт (Неоконченная симфония), Шуман, Мендельсон (симфонии), Верди (Травиата, Риголетто), Оффенбах (Перикола), Малер (Симфонии № 1, 4), Равель, Стравинский, Прокофьев, Брукнер, Шимановский, Мануэль де Фалья (Ночи в садах Испании, Жизнь коротка и др.), Альбан Берг (Воццек), Курт Вайль (Расцвет и падение города Махагони), Бриттен (Питер Граймс и др.), Шостакович, Луиджи Даллапиккола (Маленькая ночная музыка), Штокхаузен (Gruppen), Такемицу, Лучано Берио, Саариахо (Грааль-театр), Морис Оана (Плач по Игнасио Санчесу Мехиасу), Пьер Булез, Нино Рота (Концерт для тромбона), Джон K. Адамс (Никсон в Китае), Тосио Хосокава (Мацукадзэ) и многие другие. Особое внимание Эрас-Касадо уделяет современным композиторам (Эурику Каррапатозу и др.).

## Творческие контакты
Среди оркестров, с которыми работал Эрас-Касадо, — Саксонская государственная капелла, Немецкий симфонический оркестр Берлина, Симфонический оркестр Бирмингема, Филармонический оркестр Радио Франции, цюрихский Оркестр Тонхалле, Шотландский симфонический оркестр BBC, Симфонический оркестр Датского радио, Резиденц-оркестр Гааги, Кливлендский оркестр, Лос-Анджелесский филармонический оркестр, Ensemble Intercontemporain и др.

## Признание
Первая премия на конкурсе дирижёров в рамках Люцернского музыкального фестиваля (2007). Премия Испанского радио и телевидения Критический взгляд (2010).